# Vela de té

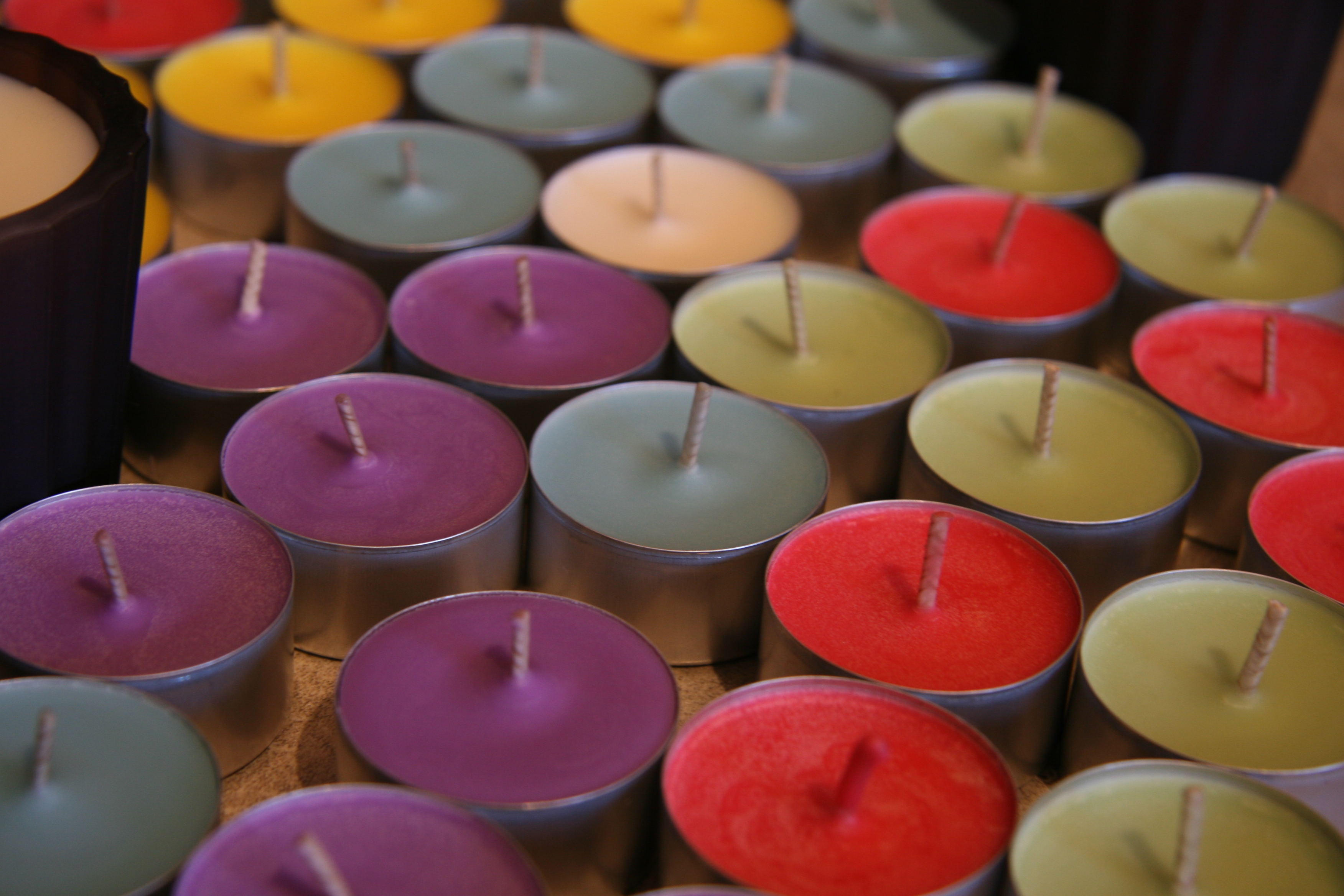
Velas de té de diferentes colores.

Una vela de té es una vela en un contenedor delgado hecho de aluminio o policarbonato para que la vela pueda licuarse completamente mientras está encendida. Por lo general, son pequeños, circulares, generalmente más anchos que su altura, y económicos. Las velas de té se usan principalmente en calentadores para teteras, pero también se usan como calentadores de alimentos en general, como el fondue.
Las velas de té son una opción popular para la iluminación de acento y para calentar aceite perfumado. Un beneficio que tienen sobre las velas cónicas es que no gotean. Las velas de té se pueden poner a flote en el agua para darle un efecto decorativo. Debido a su pequeño tamaño y bajo nivel de luz, a menudo se queman varias velas de té al mismo tiempo. También se encienden con fines religiosos.

## Diseño del contenedor
La mecha está atada a una pieza de metal para evitar que flote hacia la parte superior de la cera fundida y se queme antes que la cera.
Las velas de té han sido protegidas por varios diseños patentados. En algunos casos, el contenedor de metal estándar para las velas de té ha sido reemplazada por una taza de plástico transparente, a veces hecha de plástico de policarbonato. La taza transparente permite que salga más luz del soporte. Sin embargo, los contenedores de metal son mucho más comunes.

## Velas de té eléctricas
Las velas de té eléctricas se han vuelto cada vez más populares a medida que se dispone de nuevas tecnologías. Pueden incluir bombillas incandescentes o LED, este último se convierte en el formato preferido a medida que los LED se vuelven más eficientes y brillantes. Pueden venir en muchos colores diferentes para crear un ambiente, combinar con una decoración o aumentar el diseño del contenedor. Algunos también pueden simular una llama en movimiento con varias animaciones mecánicas o electrónicas.